# Doctor Strange in the Multiverse of Madness
Doctor Strange in the Multiverse of Madness är en amerikansk superhjältefilm från 2022 som är baserad på Marvel Comics karaktär Doctor Strange. Det är uppföljaren till Doctor Strange från 2016 och den tjugoåttonde filmen i Marvel Cinematic Universe (MCU). Filmen är regisserad av Sam Raimi, skriven av Jade Bartlett och Michael Waldron, och har Benedict Cumberbatch som spelar Stephen Strange.
Filmen hade biopremiär i Sverige den 4 maj 2022, utgiven av Walt Disney Studios Motion Pictures.

## Handling
Handlingen utspelar sig i Marvel Cinematic Universe (MCU) strax efter var Avengers: Endgame (2019) utspelade sig. Dr Stephen Stranges fortsatta forskning om Tidsstenen avbryts av en vän som blivit fiende, vilket resulterar i att Strange släpper lös outsäglig ondska.

## Rollista (i urval)
- Benedict Cumberbatch – Dr. Stephen Strange / Doctor Strange
- Elizabeth Olsen – Wanda Maximoff / Scarlet Witch
- Chiwetel Ejiofor – Baron Karl Mordo
- Benedict Wong – Wong
- Xochitl Gomez – America Chavez
- Rachel McAdams – Dr. Christine Palmer
- Jett Klyne – Tommy Maximoff
- Julian Hilliard – Billy Maximoff
- Michael Stuhlbarg – Dr. Nicodemus West
- Hayley Atwell – Peggy Carter / Captain Carter
- Anson Mount – Blackagar Boltagon / Black Bolt
- Lashana Lynch – Maria Rambeau / Captain Marvel
- John Krasinski – Reed Richards / Mr. Fantastic
- Patrick Stewart – Charles Xavier / Professor X
- Sheila Atim – Sara Wolfe
- Adam Hugill – Rintrah
- Bruce Campbell – Pizza Poppa
- Charlize Theron – Clea (cameo)